# 大兵日記
《大兵日記》是華視1990年八點檔軍教連續劇，1990年8月20日開播，1990年10月15日播映完畢，全劇40集。本劇主要製作人是以製作華視1993年八點檔古裝連續劇《包青天》打響知名度的趙大深，導演是金鰲勳，主要演員有李興文、李國超、李明依、庹宗康、謝金燕、孫鵬等。

## 提要
|                                      | 麥克阿瑟將軍曾說： 要以一百萬元買走我入伍的權利，我不願意； 要以一百萬元再讓我入伍一次，我也不願意。 |
| ———《大兵日記》第1集，孫元凱的開場白 | |

《大兵日記》以中華民國陸軍軍事訓練為題材，是金鰲勳執導的第一部連續劇；其中迄至23集止故事背景為臺東縣卑南鄉陸軍太平營區（今陸軍臺東地區指揮部駐地）新兵訓練中心，自24集始移往臺中縣谷關特戰基地（中華民國陸軍突擊幹部訓練班）。《大兵日記》拍攝時李興文正在中華民國海軍陸戰隊作戰勤務團652團服役，李興文成為第一個非藝工隊出身被外調拍戲的現役軍人。
2010年7月2日，民視軍教連續劇《新兵日記》開播，掀起自《報告班長》系列電影下檔後沉寂多年的臺灣軍教片風潮，收視率水漲船高。日後華視見狀，立即自2010年7月14日起在《華視全球資訊網》免費重播《大兵日記》，方式為週一至週五10時上傳至網路上，上傳方式為當日上傳即刪除前一集；意思就是當天上傳新的內容之後，無法再觀看前一集的內容。
2010年7月26日起，華視主頻在每週一至週四22:00～23:00重播《大兵日記》，同時將原時段韓劇《大老婆的反擊》的播映時間延後1小時（即23:00～00:00）。華視此次重播《大兵日記》，沿用原版片頭動畫、主題曲與片尾曲，重新製作片頭與片尾。
2010年7月26日當天，《大兵日記》第1集平均收視率為1.18%（收視人口為974,000人），瞬間最高收視率為1.93%，最高收視族群為35至44歲的男女，45至54歲的男女中的收視率也有1.62%，而男女比例相差不大；而該集平均收視率高於華視八點檔連續劇《帶子英雄》，為華視當天收視率冠軍。2010年7月27日，華視副總經理胡漢新說，他不敢講「華視有意立刻重拍軍教片」，但《大兵日記》的再成功與《新兵日記》的成功說明了任何劇碼都有循環，而且「選題材」肯定比「選演員」重要；同日，《新兵日記》製作人郝孝祖則說，他很樂見軍教片重出江湖，無論重播或重拍，「讓觀眾知道不同年代的軍人樣貌也滿好的。」
2010年8月5日，《華視全球資訊網》開始重播《大兵日記》內嵌字幕版，上傳方式改為每次上傳連續三集，每上傳連續三集就刪除前三集；所用片源為華視主頻2010年重播版，訊號源為側錄華視主頻，故保留滾動字幕、華視主頻標誌與電視節目分級標誌。

## 人物介紹

### 主要演員

#### 軍官、士官
| 演 員  | 角 色  | 綽 號      | 介 紹 | 登場集數           |
|        | 林威愷 |            | 陸軍新兵訓練中心指揮官，與李明杰的父親李奇峰是老同學。 | 21-22              |
| 李維   | 張德生 |            | 陸軍步兵246師135旅步六營步一連上尉連長。 | 1,3,7,9-10,21-22   |
|        | 黃明哲 |            | 陸軍步兵246師135旅步六營步一連少尉排長。在第8集中首度登場，在第10集早點名中首度向連長自報姓名。 |                    |
| 李興文 | 丁 浩  | 小浩、浩兒 | 陸軍步兵246師135旅步六營步一連第二排第五班中士教育班長，陸軍士官學校第一名畢業。與張自立原為特戰突擊幹訓班教官，右臉頰上有一道刀疤。爺爺與父親都是軍人，父親因公殉職，爺爺病故。父親死後，母親遠赴美國金先生家裡幫傭。爺爺病故後，他被送進育幼院。成年以後，他服陸軍志願役，每週日回育幼院照顧院童。他不能諒解其母與金先生結婚，亦不能諒解爺爺病故時她未回家奔喪，故已有十年沒寫信給她，也拒收她給的禮物、現金。第24集，與張自立調回特戰部隊，繼續帶領第五班弟兄。喜歡孟小帆 他在第7集中取得國軍隨營補習教育證書，一圓報考陸軍軍官學校的夢想。李興文是劇組中唯一帶軍職身分參與拍戲的演員(拍攝此部片時還在當班長)。20年後則在《新兵日記》中的成功嶺擔任連長，與李國超再以同名演出。 | 全劇               |
| 孫鵬   | 張自立 |            | 陸軍步兵246師135旅步六營步一連第二排第六班中士教育班長。丁浩認為他歧視曾經犯法入獄的入伍生（例如石魁），故對其管教此類入伍生的方式不以為然。第3集中，他因不當管教石魁而被張德生約談，張德生表態認同丁浩的管教方式，他從此視丁浩為競爭對手。暗戀孟小帆。 雖長的陽光帥氣，卻不善文筆，在李明杰意外搓合下與陳美女相識，並成功交往。 | 1-29,31-40         |
|        |        | 皮蛋班長   | 陸軍步兵246師135旅步六營步一連教育班長，在第6集第一段首度登場。他喜歡罰入伍生捉螞蟻，並規定要捉10隻公螞蟻與10隻母螞蟻；被罰的入伍生總能交齊20隻螞蟻，但無人能分辨其中各有幾隻公螞蟻與母螞蟻。 |                    |
| 江洋   | 胡 標  | 老胡、胡叔 | 陸軍士官長，常出現於福利社，與阿枝共同擔任福利社店員。他資助陸逸生就讀大學期間的學費，故他經常來陸家雜貨店，但陸逸美不滿他經常與母親共處一室。 他在台灣並無親人，因資助陸逸生而與陸母日久生情，但已習慣「沒有父親的日子」的陸逸美不樂見他成為她的繼父。他最喜歡吃的食物是陸母做的醬瓜。 他曾經歷台兒莊會戰等三場戰爭，身上有三道分別在這三場戰爭中留下的疤痕。 | 1-2,4,6-8,10-14,16 |

#### 步六營步一連入伍生
| 演 員          | 角 色  | 綽 號                | 介 紹 | 登場集數 |
| 王有日         | 陳金木 |                      | 入伍生，新兵編號041。口吃患者，講話時會結巴，唱歌時會結巴（成名曲為一隻青蛙），寫信時也一樣會結巴。口頭禪為「那唉安奈？」（閩南語「怎麼會這樣？」之意）。但於特戰訓練期間，最終經由第五班成員努力，不但矯正多年口吃，更一舉奪得演講比賽冠軍。新兵日記中葉大同的個性極可能參考他。 | 全劇     |
| 庹宗康         | 石 魁  | 小魁、阿魁           | 入伍生，新兵編號042。入伍前曾因參加黑道械鬥而入獄服刑。個性孤僻，鮮少與其他弟兄往來。但偶爾會主動幫助其他弟兄，例如：在賴熊被罰在烈日下的連集合場赤腳罰站時，拿水壺來將水澆在賴熊雙腳上降溫；在全連體能競賽中，背著腳部扭傷的王大山跑向終點。與陸逸美有感情線。因被丁浩發現有傑出的領導能力，而在特戰部隊中被提拔為第五班隊長，新兵日記中羅剛的個性極可能參考他。 | 全劇     |
| 楊峻榮         | 孫元凱 | 小凱                 | 入伍生，新兵編號043，故事中的日記男（旁白）。入伍前曾在酒店上班，酒後遭設計，誤認自己誤殺林火。在第19集，警方找來玫瑰和林火來對質。於第20集，玫瑰和林火被判刑，還他清白。玫瑰前男友，王天麗現任男友，新兵日記中石俊的個性極可能參考他。 | 全劇     |
| 漢寶（孫若文） | 王大山 |                      | 入伍生，新兵編號044。農村子弟，住在陸軍太平營區附近，個性憨直，講話時混用國語、台語。他不願意與父親眼中柔順乖巧的阿蘭結婚，故父子關係不睦；由於這層不睦，他若放假回家，少不了被父親追打。他雖然害怕被父親追打，但放假時仍會回家。後來他與阿蘭日久生情，並於第23集正式娶阿蘭為妻。新兵日記中蔡浩志的當兵原因極可能參考他。 | 全劇     |
| 李國超         | 李明   | Michael、小 大哥     | 入伍生，新兵編號045。喜歡跟女孩子搭訕。父親李奇峰與林威愷是老同學。喜歡蘇珊娜，和阿水與學文結拜兄弟，排行老大，為了整張班長，故意寫信給學文的小學同學陳美女推薦張班長(他與阿水與學文都以為美女是醜女，想介紹給班長嚇他)，反而陰差陽錯的讓張班長喜歡上陳美女。並且成為了張班長的信件來往代言者。廿年後加入黑幫，成為黑道副手。新兵日記中楊海生入伍的巧合極有可能參考他。 | 全劇     |
| 游安順         | 邱阿水 | 水哥、玲瓏水、阿水水 | 入伍生，新兵編號046。入伍前擺地攤維生。他對每一分錢都斤斤計較，算錢的時候有超強的心算能力，絕不做虧本生意。喜歡福利社小姐阿枝，與明杰和學文結拜為兄弟，排行二哥，入伍後，什麼東西都可以是他賣給其他弟兄的商品，例如陸軍長褲、瀉藥。新兵日記中邱有順的個性極可能參考他。 | 全劇     |
| 黃舒駿         | 吳學文 | 嬌小文               | 入伍生，新兵編號047。是李明杰與邱阿水的好兄弟，排行小弟，但為了讓自己有男子氣概，曾短暫做過一陣子老大，是個富家少爺。新兵日記中楊海生的出身即可能參考他，有個表妹在美國叫蘇珊娜。新兵日記中林博文的個性極可能參考他。 | 全劇     |
| 施孝榮         | 賴 熊  | Bear                 | 入伍生，新兵編號048，台灣原住民布農族人。 他認為打赤腳比較能自由行動，不喜歡穿鞋襪。在第1集中，入伍生領取鞋襪時，他問丁浩可不可以不要穿鞋襪，被丁浩瞪了一眼，遂乖乖領取並穿上鞋襪；在第7集中，他被丁浩發現有穿鞋、沒穿襪，遂被罰在烈日下的連集合場赤腳罰站。 他講話時常以語尾助詞「的啦」結尾，又經常將口令詞「報告班長」講成「報告那個班長」或「報告這個班長」，讓班長們聽不下去。喜歡蘇珊娜 在第28集中，他觸犯「暴露行蹤」的大忌，遭特戰部隊退訓，最後一集回來重新報名下一期。新兵日記中吳勇的背景極可能參考他。 | 1-28,40  |
|                | 林金生 |                      | 入伍生。 |          |
|                | 柯永毅 |                      | 入伍生。 |          |
|                | 吳宗盛 |                      | 入伍生。 |          |
|                | 王大發 |                      | 入伍生。 |          |
|                | 徐明義 |                      | 入伍生。 |          |
|                | 陳國泰 |                      | 入伍生。 |          |
|                | 張天賜 |                      | 入伍生。 |          |
|                | 陳文進 |                      | 入伍生。 |          |
|                | 李大空 |                      | 入伍生。 |          |
|                | 王俊雄 |                      | 入伍生。 |          |
|                | 何葉青 |                      | 入伍生。 |          |
|                | 李登輝 |                      | 入伍生，與當時中華民國總統李登輝同名同姓，在第6集發信時間首度登場。 |          |
|                | 賴進財 |                      | 入伍生 |          |
|                | 張家榮 |                      | 入伍生 |          |
|                | 王俊青 |                      | 入伍生 |          |
|                | 張如令 |                      | 入伍生，在第6集晚點名登場。 |          |
|                | 莊自強 |                      | 入伍生，在第17集發信時間首度登場。 |          |
|                | 張高華 |                      | 入伍生，在第17集發信時間首度登場。 |          |
|                | 詹山簡 |                      | 入伍生，在第17集發信時間首度登場。 |          |
|                | 陳家勁 |                      | 入伍生 |          |
|                | 李樹光 |                      | 入伍生 |          |

#### 其他
| 演 員  | 角 色        | 綽 號      | 介 紹 | 登場集數                            |
| 鄒琳琳 | 孟小帆       | 小帆姊     | 與丁浩在同一家育幼院中長大，比丁浩早一年來院。成年以後經常回院照顧院童，經常受丁母之託轉交禮物、現金、信件等給丁浩。在第17集離院，寄宿王家。離開王家以後，遠赴台北謀生，經丁母介紹擔任丁母投資興建的大飯店副總經理。                | 2,4,6-12,14-22,24-25,27,31-35,37-40 |
| 李明依 | 陸逸美       | 小美、阿美 | 陸家女兒，從小就是丁浩看著長大的。她不滿胡標經常與母親共處一室，也不接受胡標成為她的繼父。 胡標到處找人喝酒而無心到福利社幫忙，她到福利社打工，她因此認識且愛上石魁，但石魁認為丁浩更適合與她交往。                                 | 1-10,12-18,20,22-23,32-35,38-40     |
|        | 陸逸生       |            | 陸逸美的哥哥。在台北就讀大學期間，胡標資助學費。 |                                     |
| 邵佩玲 | 陸母（秋月） |            | 陸逸生、陸逸美的母親。自從胡標開始資助陸家，胡標經常來陸家雜貨店吃她做的飯菜，陸逸美不以為然。 | 3-8,10,13-14,38                     |
|        | 陸安遠       |            | 陸逸生、陸逸美的父親，已過世。原本陸家生活富裕，但因其經商失敗以致家道中落。 |                                     |
| 杜偉   | 陸阿發       | 陸爺爺     | 陸逸生、陸逸美的祖父。陸家生活富裕時，他樂於助人；家道中落後，他接受胡標資助，陸家得以過著清苦的生活。在第1集中，他被騎機車趕著報到入伍的石魁撞倒，陸逸美當場打石魁一巴掌，石魁叫牛屎塞錢給他之後騎機車離開，他叫陸逸美拒收這筆錢。 | 1,5-8,10,13-14,38                   |
|        | 石 父        |            | 石魁的父親，擺麵攤維生。他強烈不滿石魁加入黑道，故堅持自食其力，拒收石魁的錢。 | 4-6,23(聲音),33,35                  |
| 喬可欣 | 陳珠迪       | 玫瑰       | 孫元凱在酒店上班時認識的酒女。孫元凱殺林火後，她向孫元凱保證不會將他殺林火的事說出去。第6集孫元凱放假時，最怕看見她在營區大門外等他。她協助林火脅迫孫父將其漁船「海威號」賣給林火用於走私，在第19集被逮捕，在第20集被判有罪。       | 4,6,10-11,18-20                     |
| 謝金燕 | 阿 枝        |            | 福利社小姐，家裡開洗衣店。她常被入伍生搭訕，自稱營區內許多連長都是她的乾哥哥。在第11集中，她與邱阿水宣佈將結婚，並將兩人的結婚基金捐出來資助育幼院。                                                                                | 1-6,8-23,25-28,31-40                |
|        | 董世長       |            | 入伍生的學長，在第4集中拿飯盒給邱阿水的時候登場。第7集孫元凱逾時歸營時，他在太平營區大門口站哨，罵孫元凱逾時歸營。 |                                     |

### 次要演員
| 演 員                   | 角 色      | 綽 號  | 介 紹 | 登場集數                                |
| 石英                    | 王 父      |        | 臺東縣果農，王大山的父親，住在陸軍太平營區附近。他不滿王大山不與阿蘭結婚，故父子關係不睦。王大山放假回家，少不了被他追打。 | 4-9,11-12,15-18,20,22-23                |
| 林千鈺                  | 王天麗     | 阿麗   | 王大山的妹妹，孫元凱的女友。 | 4-9,11-12,14-23,25,27,31-32,34-35,37-40 |
| 張靜如                  | 阿 蘭      |        | 王大山的未婚妻。在第18集以前一直住在王家，在王父眼中是個柔順乖巧的好老婆，但王大山不愛她。 在第18集，王大山向王父說自己對她的笑容是偽裝的，被她聽到，她立即返回娘家；王大山這才知道自己已愛上她，並開始勸說阿蘭回王家。王大山於第23集正式娶她為妻。 | 4-9,11,15-21,23,27,34-35,37,39(夢裡),40 |
| 柯淑勤                  | 徐玉涵     |        | 陸逸美學校同學，在第3集中首次登場。她自恃家境富裕，瞧不起家道中落的陸逸美，陸逸美也瞧不起她。 |                                         |
| 盧碧雲                  | 吳奶奶     |        | 吳學文的祖母，在吳學文第一次懇親會時來過，後來回美國去了。 | 5                                       |
| 小象隊                  | 吳家四姊妹 |        | 吳學文的姊姊們 |                                         |
|                         | 陳美女     |        | 吳學文的小學同學，小時候長得很醜，長大後卻變得非常漂亮。喜歡張自立 | 32,35,37-38,40                          |
|                         | 曾美麗     |        | 吳學文和陳美女的小學同學，只以照片方式登場。 | 32(照片)                                |
| 王佩韻                  | 小 曼      | 蘇珊娜 | 吳學文的表妹。在吳學文新兵訓練結束後，打算回美國。 | 5-6,11,22                               |
| 唐榮 （本劇副導演之一） | 牛 屎      |        | 石魁的手下 |                                         |
|                         | 小 伍      |        | 石魁的手下 |                                         |
| 連漪                    | 丁 母      |        | 丁浩的母親，在丁父因公殉職後遠赴美國幫傭，卻與雇主金先生結婚。後來發生車禍，現在半身不遂。 | 11-12,21,40                             |
| 張嘉泰                  | 金先生     |        | 丁浩的母親再婚對象，定居美國。丁浩堅決不承認他是繼父。後來發生車禍，不幸身亡。 | 11-12                                   |

#### 特種野戰突擊隊
| 演 員 | 角 色  | 綽 號 | 介 紹                                                    |
| 楊 雄 | 隊長   |       | 特戰突擊隊少校隊長。                                     |
|       | 王新毅 |       | 特戰隊幹部，上尉教官，李明杰等人新訓結訓後至中心接他們。 |
|       | 老孫   |       | 伙房班長。                                               |
|       | 趙班長 |       | 初次登場時，以殭屍裝扮出現在第五班面前。                 |

#### 其他特種野戰突擊隊班兵
| 演 員 | 角 色  | 綽 號 | 介 紹                                  |
|       | 陳一郎 |       | 其他班班兵。與臺灣歌手陳一郎同名同姓。 |
|       | 郭文賓 |       | 其他班班兵。                           |
|       | 黃志強 |       | 其他班班兵。                           |
|       | 張立威 |       | 其他班班兵。                           |
|       | 陳延青 |       | 其他班班兵。                           |
|       | 蔡建進 |       | 其他班班兵。                           |
|       | 李坤陽 |       | 其他班班兵。                           |
|       | 李立中 |       | 其他班班兵。                           |
|       | 陳其遠 |       | 其他班班兵。                           |

### 客串演出
| 演員                    | 角色   | 介紹 | 登場集數 |
|                         | 林 火  | 酒店經理、七海貿易有限公司董事長。在世時結怨甚多，被玫瑰視為仇人，最後被孫元凱誤殺；在第19集中，他因涉嫌走私案被警方逮捕，證實當時他是詐死。他經營七海貿易公司掩護走私，善於利用人頭脫罪。他利用孫元凱和孫父作為人頭，以孫父的漁船「海威號」從事走私。他在第19集被逮捕，在第二十集被判有罪。 | 6,19-20  |
| 田平春                  | 郭英俊 | 郭家二少爺 | 9,11,14  |
|                         | 陳先生 | | 12       |
| 林亞珍                  |        | 在太平營區賣東西的小姐 | 13       |
| 蘇沅峯 （本劇武術指導） | 阿 輝  | | 14       |
|                         | 總院長 | 育幼院總院長，親赴丁浩與孟小帆待過的分院宣布董事會的決定：將分院改為老人院，將分院院童遷往總院。 | 16       |
|                         | 警官   | 臺東縣警察局警察，階級為一線四星。為了調查林火涉及的走私等案件，親赴陸軍太平營區偵訊孫元凱。 | 19-20    |
|                         | 軍法官 | 軍法官，奉上級長官命令陪同孫元凱赴警察局作筆錄，向孫元凱提供法律協助。 | 19-20    |

## 所用歌曲
| 歌名                     | 作詞者 | 作曲者 | 主唱者 | 備註                                                           |
| ------------------------ | ------ | ------ | ------ | -------------------------------------------------------------- |
| 少年狂想曲               | 黃舒駿 | 黃舒駿 | 黃舒駿 | 片頭曲                                                         |
| 原諒我的錯               | 李宗盛 | 李宗盛 | 李明依 | 片尾曲                                                         |
| 晚安曲                   | 劉家昌 | 劉家昌 | 費玉清 | 新訓中心學兵寢室晚上就寢時播放的歌曲。                         |
| 只要我喜歡，有什麼不可以 | 韋趨   | 王治平 | 李明依 | 陸逸美專屬插曲。                                               |
| 中華民國陸軍軍歌         | 何浩   | 樊燮華 | （無） | 步一連早點名時所唱軍歌。                                       |
| 我愛中華                 |        |        | （無） | 步一連晚點名時所唱軍歌，邱阿水喝醉後歸營時唱過。(第三十八集)   |
| 九條好漢在一班           | 黃瑩   | 李健   | （無） | 步一連往蓄水池行進時所唱軍歌。                                 |
| 五虎將                   |        |        | （無） | 胡標在家飲酒時最愛唱的歌，首句為：「三國戰將勇，首推趙子龍。」 |
| 母親像月亮               |        |        | （無） | 孟小帆離開育幼院之前的最後一晚，院童對小帆唱的歌。             |
| 當我們同在一起           |        |        | （無） | 步一連全體入伍生在離開新訓中心的前一晚，對丁浩和張自立唱的歌。 |

## 2010年重播收視率
| 播映日期                 | 週數   | 週平均收視 | 集數    | 備註                 |
| ------------------------ | ------ | ---------- | ------- | -------------------- |
| 2010年07月26日－07月29日 | 第一週 | 1.16       | 010-040 | 首集平均收視率 1.18% |
| 2010年08月02日－08月05日 | 第二週 | < 0.90     | 050-080 | -                    |
| 2010年08月09日－08月12日 | 第三週 | < 0.91     | 090-120 |                      |
| 收視平均                 | -      | -          | -       | -                    |

- 由AGB尼爾森調查，調查範圍是四歲以上收看電視之觀眾。
- 資料來源：凱絡媒體週報

## 工作人員表
- 編審：張復民
- 製作人：趙大深、趙玉鵬
- 總監：金鰲勳
- 策劃：蔡清珠
- 編劇：開元編劇小組（趙玉崗、錢中平、陳自為、范台順）
- 執行製作：席台昌、陳其遠
- 片頭設計：張鈞翔
- 副導演：歐陽陞、唐榮、林博生
- 導演：金鰲勳
- 武術指導：蘇沅峯
- 助理製作：饒承國、杜志修、蔣天行
- 攝影：梁樹南、許錦堂
- 攝影大助：呂明達
- 燈光：盈鑫、丁海德
- 燈光助理：周忠德、陳道恕
- 電工：阿榮企業
- 視訊：廖桑
- 場記：曹國莉
- 場記助理：張玲瑜、黃靜美
- 髮型設計：龍徠美容髮型
- 化粧：王文莉
- 服裝：駱西光
- 道具：林天賜
- 道具助理：雷文雄
- 場務：王偉六
- 場務助理：王創立
- 音效：富國錄音公司
- 剪輯：名鼎工作小組
- 製作：開全傳播公司
- 攝製：開元電影公司

## 外部連結
- 華視《大兵日記》官方網站 （页面存档备份，存于）
- 台灣電視資料庫[永久]

## 作品的變遷
| 華視主頻 星期一至五20:00～21:00 | 華視主頻 星期一至五20:00～21:00            | 華視主頻 星期一至五20:00～21:00 |
| ------------------------------- | ------------------------------------------ | ------------------------------- |
|                                 | 大兵日記 （1990年8月20日－1990年10月15日） |                                 |
| 報告班長2                       | 幾度春風幾度霜                             |                                 |

| 華視主頻 星期一至四22:00～23:00                                    | 華視主頻 星期一至四22:00～23:00                  | 華視主頻 星期一至四22:00～23:00 |
| ------------------------------------------------------------------ | ------------------------------------------------ | ------------------------------- |
|                                                                    | 大兵日記 （2010年7月26日－2010年9月30日）        |                                 |
| 大老婆的反擊 （2010年7月26日起播映時間改為星期一至四23:00～24:00） | 松藥局的兒子們 （2010年10月4日－2010年11月11日） |                                 |